# クリエアナブキ
株式会社クリエアナブキは、香川県高松市に本社を置く人材派遣会社である。中国、四国地方を中心に展開している。穴吹興産の子会社。

## 沿革
- 1986年10月 - 株式会社穴吹テンポラリーセンター設立。
- 1986年7月 - 株式会社穴吹人材派遣センターに社名変更。
- 2000年4月 - 現社名に変更。
- 2001年12月 - 株式を店頭公開（現在のJASDAQ）。
- 2006年4月 - 株式会社クリエ・イルミネート（現・株式会社イルミネート・ジャパン、2016年7月売却）を設立。
- 2012年1月 - 株式会社クリエ・ロジプラス（現・連結子会社）を設立。
- 2015年3月 - 優良派遣事業者認定を取得。
- 2022年
  - 1月29日 - 穴吹興産による株式公開買付けが成立[1]。
  - 2月24日 - JASDAQ上場廃止。
  - 2月28日 - 株式売渡請求により、穴吹興産の完全子会社となる[2]。

## 事業所一覧
- 本社（香川県高松市）
- 高松支店（香川県高松市）
- 丸亀支店（香川県丸亀市）
- 徳島支店（徳島県徳島市）
- 高知支店（高知県高知市）
- 松山支店（愛媛県松山市）
- 新居浜支店（愛媛県新居浜市）
- 広島支店（広島県広島市）
- 岡山支店（岡山県岡山市）
- 大阪オフィス（大阪府大阪市）
- 名古屋支店（愛知県名古屋市）
- 東京オフィス（東京都渋谷区）

## 提供番組
- めざましテレビ（岡山・香川ローカル、2019年4月 -、ぽすとめいとから引き継いだ。）
- クリエアナブキ presents spread my wings[3]（FM香川、FM愛媛、2019年7月6日 - ）